# Synagoga w Koryčanach
Synagoga w Koryčanach (cz. Synagoga v Koryčanach) – synagoga znajdująca się w Koryčanach w Czechach, przy ulicy Masarykovej, dawniej Židovskiej.

## Historia
Synagoga została wzniesiona w drugiej połowie XVIII wieku. Przebudowana była po pożarze w 1842 roku. W 1930 roku została sprzedana organizacji sportowej "Orel" i była wykorzystywana jako sala gimnastyczna. Podczas II wojny światowej i po jej zakończeniu została zamieniona na magazyn. W 1949 roku przeszła na własność miasta. Po przebudowie w latach 50. XX wieku adaptowano ją na sklep. Rolę tę pełni do dziś.